# زوران کوکوت
زوران کوکوت (انگلیسی: Zoran Kokot؛ زادهٔ ۲۸ ژوئن ۱۹۸۵) بازیکن سابق و مربی فوتبال اهل بوسنی و هرزگوین است.
از باشگاه‌هایی که در آن بازی کرده است می‌توان به باشگاه فوتبال اسلاویا سارایوو اشاره کرد.